# Reilly Opelka
Reilly Opelka (* 28. August 1997 in St. Joseph, Michigan) ist ein US-amerikanischer Tennisspieler.

## Persönliches
Opelka begann mit sechs Jahren mit dem Tennisspielen. Sein Idol im Profitennis war Juan Martín del Potro. Er hat eine Schwester und lebt in Palm Coast (Florida).

## Karriere
Opelka gewann 2015 den Junioren-Titel in Wimbledon. Nachdem er in der ersten Runde einen Matchball gegen Alex de Minaur hatte abwehren müssen, besiegte er in der Folge vier gesetzte Spieler u. a. den damaligen Jugend-Weltranglistenersten Taylor Fritz und schlug im Finale Mikael Ymer 7:6, 6:4. Außerdem stand er im selben Jahr im Finale der Doppelkonkurrenz.
Opelka spielt hauptsächlich auf der Future Tour und der Challenger Tour.
2016 kam er in Houston bei den US Men’s Clay Court Championships 2016 als Lucky Loser zu seinem Debüt im Einzel auf der ATP World Tour. Er verlor mit 4:6, 6:7 gegen Sam Querrey, im Doppel stieß er bis ins Viertelfinale vor, wo er mit Tommy Paul den Bryan Brüdern Bob und Mike unterlag. Das Debüt im Doppel hatte er bereits im Vorjahr bei den US Open mit Taylor Harry Fritz als Partner. Sie unterlagen Marcus Daniell und Jonathan Marray in drei Sätzen. Im November gewann Opelka sein erstes Challenger-Turnier in Charlottesville.
Im Februar 2019 feierte Opelka seinen ersten Titel auf der ATP World Tour. In New York besiegte er im Finale den kanadischen Qualifikanten Brayden Schnur in drei Sätzen. Im selben Jahr debütierte er für die US-amerikanische Davis-Cup-Mannschaft.
Mit einer Körpergröße von 2,11 Metern (laut ATP) ist Opelka – zusammen mit Ivo Karlović – der größte Spieler, der bislang auf der ATP World Tour antrat, weshalb er oftmals auch mit seinem Landsmann John Isner (Körpergröße: 2,08 m) verglichen wird. Eine seiner größten Waffen ist sein Aufschlag mit durchschnittlich über 210 km/h. Dreimal im Jahr 2019 stießen Isner und Opelka aufeinander, jedes Mal gewann Opelka. Dabei gingen alle zehn Sätze in den Tie-Break. Beim Turnier in New York (New York City Open, ATP 250 Turnier) schlug er 43 Asse im Match, Isner 38, was einen neuen ATP-Rekord für die meisten Asse in einem Best-of-Three-Match angeht. Opelka gewann letztlich auch das Turnier.

## Erfolge
| Legende (Anzahl der Siege) |
| Grand Slam                 |
| ATP Tour Finals            |
| ATP Tour Masters 1000      |
| ATP Tour 500               |
| ATP Tour 250 (5)           |
| ATP Challenger Tour (4)    |

| ATP-Titel nach Belag |
| Hartplatz (4)        |
| Sand (1)             |
| Rasen (0)            |

### Einzel

#### Turniersiege

##### ATP Tour
| Nr. | Datum            | Turnier       | Belag         | Finalgegner        | Ergebnis        |
| --- | ---------------- | ------------- | ------------- | ------------------ | --------------- |
| 1.  | 17. Februar 2019 | New York City | Hartplatz (i) | Brayden Schnur     | 6:1, 6:77, 7:67 |
| 2.  | 23. Februar 2020 | Delray Beach  | Hartplatz     | Yoshihito Nishioka | 7:5, 6:74, 6:2  |
| 3.  | 13. Februar 2022 | Dallas        | Hartplatz (i) | Jenson Brooksby    | 7:65, 7:63      |
| 4.  | 10. April 2022   | Houston       | Sand          | John Isner         | 6:3, 7:67       |

##### ATP Challenger Tour
| Nr. | Datum             | Turnier         | Belag         | Finalgegner      | Ergebnis       |
| --- | ----------------- | --------------- | ------------- | ---------------- | -------------- |
| 1.  | 6. November 2016  | Charlottesville | Hartplatz (i) | Ruben Bemelmans  | 6:4, 2:6, 7:65 |
| 2.  | 20. Mai 2018      | Bordeaux        | Sand          | Grégoire Barrère | 6:75, 6:4, 7:5 |
| 3.  | 10. November 2018 | Knoxville       | Hartplatz (i) | Björn Fratangelo | 7:5, 4:6, 7:62 |
| 4.  | 17. November 2018 | Champaign       | Hartplatz (i) | Ryan Shane       | 7:66, 6:3      |

#### Finalteilnahmen
| Nr. | Datum            | Turnier      | Belag     | Finalgegner     | Ergebnis   |
| --- | ---------------- | ------------ | --------- | --------------- | ---------- |
| 1.  | 15. August 2021  | Toronto      | Hartplatz | Daniil Medwedew | 4:6, 3:6   |
| 2.  | 20. Februar 2022 | Delray Beach | Hartplatz | Cameron Norrie  | 6:71, 6:74 |
| 3.  | 5. Januar 2025   | Brisbane     | Hartplatz | Jiří Lehečka    | 1:4 aufgg. |

### Doppel

#### Turniersiege

##### ATP Tour
| Nr. | Datum          | Turnier | Belag     | Partner       | Finalgegner                   | Ergebnis          |
| --- | -------------- | ------- | --------- | ------------- | ----------------------------- | ----------------- |
| 1.  | 1. August 2021 | Atlanta | Hartplatz | Jannik Sinner | Steve Johnson Jordan Thompson | 6:4, 6:76, [10:3] |

#### Finalteilnahmen
| Nr. | Datum            | Turnier       | Belag         | Partner       | Finalgegner                         | Ergebnis   |
| --- | ---------------- | ------------- | ------------- | ------------- | ----------------------------------- | ---------- |
| 1.  | 27. Oktober 2019 | Basel         | Hartplatz (i) | Taylor Fritz  | Jean-Julien Rojer Horia Tecău       | 5:7, 3:6   |
| 2.  | 16. Februar 2020 | New York City | Hartplatz (i) | Steve Johnson | Dominic Inglot Aisam-ul-Haq Qureshi | 6:75, 6:76 |
| 3.  | 20. Juni 2021    | Queen’s Club  | Rasen         | John Peers    | Pierre-Hugues Herbert Nicolas Mahut | 4:6, 5:7   |

## Abschneiden bei Grand-Slam-Turnieren

### Einzel
| Turnier         | 2015 | 2016 | 2017 | 2018 | 2019 | 2020  | 2021 | 2022 | 2023 | 2024 | 2025 | Karriere |
| --------------- | ---- | ---- | ---- | ---- | ---- | ----- | ---- | ---- | ---- | ---- | ---- | -------- |
| Australian Open | —    | —    | 1    | Q1   | 2    | 1     | 2    | 3    | —    | —    | 2    | 3        |
| French Open     | —    | —    | Q3   | Q2   | 1    | 1     | 3    | 1    | —    | —    | 2    | 3        |
| Wimbledon       | —    | —    | Q1   | Q2   | 3    | n. a. | 1    | 2    | —    | —    | 2    | 3        |
| US Open         | Q2   | Q2   | Q2   | Q1   | 2    | 1     | AF   | —    | —    | 1    |      | AF       |

Zeichenerklärung: S = Turniersieg; F, HF, VF, AF = Einzug ins Finale / Halbfinale / Viertelfinale / Achtelfinale; 1, 2, 3 = Ausscheiden in der 1. / 2. / 3. Hauptrunde; Q1, Q2, Q3 = Ausscheiden in der 1. / 2. / 3. Runde der Qualifikation; n. a. = nicht ausgetragen